# Zambia i olympiska sommarspelen 2020
Zambia deltog med en trupp på 30 idrottare vid de olympiska sommarspelen 2020 i Tokyo som hölls mellan den 23 juli och 8 augusti 2021 efter att ha blivit framflyttad ett år på grund av coronaviruspandemin. Det var 14:e sommar-OS som Zambia deltog vid, dock deltog landet 1964 som Nordrhodesia. Ingen av landets deltagare erövrade någon medalj.

## Boxning
| Boxare            | Gren                 | Sextondelsfinal      | Åttondelsfinal       | Kvartsfinal          | Semifinal            | Final                | Final            |
| Boxare            | Gren                 | Motståndare Resultat | Motståndare Resultat | Motståndare Resultat | Motståndare Resultat | Motståndare Resultat | Placering        |
| ----------------- | -------------------- | -------------------- | -------------------- | -------------------- | -------------------- | -------------------- | ---------------- |
| Patrick Chinyemba | Herrarnas flugvikt   | Winwood (AUS) W 4–1  | Yafai (GBR) L 2–3    | Gick inte vidare     | Gick inte vidare     | Gick inte vidare     | Gick inte vidare |
| Everisto Mulenga  | Herrarnas fjädervikt | Bye                  | Ávila (COL) L 2–3    | Gick inte vidare     | Gick inte vidare     | Gick inte vidare     | Gick inte vidare |
| Stephen Zimba     | Herrarnas weltervikt | Ah Tong (SAM) W 5–0  | Zamkovoj (ROC) L 1–4 | Gick inte vidare     | Gick inte vidare     | Gick inte vidare     | Gick inte vidare |

## Friidrott
Förkortningar
- Notera– Placeringar avser endast det specifika heatet.
- Q = Tog sig vidare till nästa omgång
- q = Tog sig vidare till nästa omgång som den snabbaste förloraren eller, i teknikgrenarna, genom placering utan att nå kvalgränsen
- i.u. = Omgången fanns inte i grenen
- Bye = Idrottaren behövde inte tävla i omgången

Gång- och löpgrenar
| Idrottare    | Gren            | Heat     | Heat      | Kvartsfinal | Kvartsfinal | Semifinal        | Semifinal        | Final            | Final            |
| Idrottare    | Gren            | Resultat | Placering | Resultat    | Placering   | Resultat         | Placering        | Resultat         | Placering        |
| ------------ | --------------- | -------- | --------- | ----------- | ----------- | ---------------- | ---------------- | ---------------- | ---------------- |
| Sydney Siame | Herrarnas 200 m | 21,01    | 4         | i.u.        | i.u.        | Gick inte vidare | Gick inte vidare | Gick inte vidare | Gick inte vidare |
| Roda Njobvu  | Damernas 100 m  | Bye      | Bye       | 11,40       | 4           | Gick inte vidare | Gick inte vidare | Gick inte vidare | Gick inte vidare |
| Roda Njobvu  | Damernas 200 m  | 23,33    | 4         | i.u.        | i.u.        | Gick inte vidare | Gick inte vidare | Gick inte vidare | Gick inte vidare |

## Fotboll
Sammanfattning
| Lag                 | Gren               | Gruppspel              | Gruppspel            | Gruppspel            | Gruppspel | Kvartsfinal          | Semifinal            | Final / BM           | Final / BM       |
| Lag                 | Gren               | Motståndare Resultat   | Motståndare Resultat | Motståndare Resultat | Placering | Motståndare Resultat | Motståndare Resultat | Motståndare Resultat | Placering        |
| ------------------- | ------------------ | ---------------------- | -------------------- | -------------------- | --------- | -------------------- | -------------------- | -------------------- | ---------------- |
| Zambias damlandslag | Damernas turnering | Nederländerna · L 3–10 | Kina · D 4–4         | Brasilien · L 0–1    | 3         | Gick inte vidare     | Gick inte vidare     | Gick inte vidare     | Gick inte vidare |

### Damernas turnering
Zambias damlandslag kvalificerade sig för första gången till OS efter att ha vunnit den femte och avgörande kvalomgången mot Kamerun.
Spelartrupp
Följande 22 spelare blev uttagna i truppen den 2 juli 2021.
Förbundskapten: Bruce Mwape
| Nr | Pos. | Namn               | Födelsedatum (ålder)      | Matcher | Mål |           | Klubb              |
| -- | ---- | ------------------ | ------------------------- | ------- | --- | --------- | ------------------ |
| 1  | MV   | Catherine Musonda  | 20 februari 1998 (23 år)  |         |     | Zambia    | Indeni Roses       |
| 2  | F    | Fikile Khosa       | 24 juli 1996 (24 år)      |         |     | Zambia    | Red Arrows         |
| 3  | F    | Lushomo Mweemba    | 10 april 2001 (20 år)     |         |     | Zambia    | Green Buffaloes    |
| 4  | F    | Esther Siamfuko    | 8 augusti 2004 (16 år)    |         |     | Zambia    | Queens Academy     |
| 5  | F    | Anita Mulenga      | 3 maj 1995 (26 år)        |         |     | Zambia    | Green Buffaloes    |
| 6  | MF   | Mary Wilombe       | 22 september 1997 (23 år) |         |     | Zambia    | Red Arrows         |
| 7  | A    | Lubandji Ochumba   | 1 juli 2001 (20 år)       |         |     | Zambia    | Red Arrows         |
| 8  | F    | Margaret Belemu    | 24 februari 1997 (24 år)  |         |     | Zambia    | Red Arrows         |
| 9  | A    | Hellen Mubanga     | 23 maj 1995 (26 år)       |         |     | Spanien   | Zaragoza CFF       |
| 10 | MF   | Grace Chanda       | 11 juni 1997 (24 år)      |         |     | Zambia    | Red Arrows         |
| 11 | A    | Barbra Banda       | 20 mars 2000 (21 år)      |         |     | Kina      | Shanghai Shengli   |
| 12 | A    | Avell Chitundu     | 30 juli 1997 (23 år)      |         |     | Zambia    | ZESCO United       |
| 13 | F    | Martha Tembo       | 8 mars 1998 (23 år)       |         |     | Zambia    | Green Buffaloes    |
| 14 | MF   | Ireen Lungu        | 6 oktober 1997 (23 år)    |         |     | Zambia    | Green Buffaloes    |
| 15 | MF   | Agness Musase      | 11 juli 1997 (24 år)      |         |     | Zambia    | Green Buffaloes    |
| 16 | MV   | Hazel Nali         | 4 april 1998 (23 år)      |         |     | Israel    | Hapoel Be'er Sheva |
| 17 | MF   | Racheal Kundananji | 3 juni 2000 (21 år)       |         |     | Kazakstan | BIIK Kazygurt      |
| 18 | F    | Vast Phiri         | 3 februari 1996 (25 år)   |         |     | Zambia    | ZESCO United       |
| 19 | MF   | Evarine Katongo    | 29 december 2002 (18 år)  |         |     | Zambia    | ZISD Queens        |
| 20 | F    | Esther Mukwasa     | 24 oktober 1996 (24 år)   |         |     | Zambia    | Indeni Roses       |
| 21 | MF   | Hellen Chanda      | 19 juni 1998 (23 år)      |         |     | Zambia    | Red Arrows         |
| 22 | MV   | Ngambo Musole      | 26 juni 1998 (23 år)      |         |     | Zambia    | ZESCO United       |

|  | Kvalificerade till kvartsfinal som gruppetta eller grupptvåa |
|  | Möjlighet att avancera till kvartsfinal som grupptrea        |

| Nr | Lag           | S | V | O | F | GM | IM | MS  | P |
| -- | ------------- | - | - | - | - | -- | -- | --- | - |
| 1  | Nederländerna | 3 | 2 | 1 | 0 | 21 | 8  | +13 | 7 |
| 2  | Brasilien     | 3 | 2 | 1 | 0 | 9  | 3  | +6  | 7 |
| 3  | Zambia        | 3 | 0 | 1 | 2 | 7  | 15 | −8  | 1 |
| 4  | Kina          | 3 | 0 | 1 | 2 | 6  | 17 | −11 | 1 |

| 4           | 21 juli 2021 | Zambia                     | 03 – 10         | Nederländerna | Miyagi Stadium                           |                                          |
| 20:00 UTC+9 | 20:00 UTC+9  | Barbra Banda 19′, 82′, 83′ | (1 – 6) Rapport | 9′, 15′, 29′, 59′ Vivianne Miedema 14′, 38′ Lieke Martens 44′ Shanice van de Sanden 64′ Jill Roord 75′ Lineth Beerensteyn 80′ Victoria Pelova | Rifu Domare: Laura Fortunato (Argentina) | Rifu Domare: Laura Fortunato (Argentina) |
| 20:00 UTC+9 | 20:00 UTC+9  |                            |                 | | Rifu Domare: Laura Fortunato (Argentina) | Rifu Domare: Laura Fortunato (Argentina) |
| 20:00 UTC+9 | 20:00 UTC+9  |                            |                 | | Rifu Domare: Laura Fortunato (Argentina) | Rifu Domare: Laura Fortunato (Argentina) |

| 9           | 24 juli 2021 | Kina                                 | 4 – 4           | Zambia                                                   | Miyagi Stadium                         |                                        |
| 17:00 UTC+9 | 17:00 UTC+9  | Wang Shuang 6′, 22′, 23′, 84′ (str.) | (3 – 2) Rapport | 15′ Racheal Kundananji 43′ (str.), 46′, 69′ Barbra Banda | Rifu Domare: Melissa Borjas (Honduras) | Rifu Domare: Melissa Borjas (Honduras) |
| 17:00 UTC+9 | 17:00 UTC+9  |                                      |                 |                                                          | Rifu Domare: Melissa Borjas (Honduras) | Rifu Domare: Melissa Borjas (Honduras) |
| 17:00 UTC+9 | 17:00 UTC+9  |                                      |                 |                                                          | Rifu Domare: Melissa Borjas (Honduras) | Rifu Domare: Melissa Borjas (Honduras) |

| 16          | 27 juli 2021 | Brasilien    | 1 – 0           | Zambia | Saitama Stadium 2002                      |                                           |
| 20:30 UTC+9 | 20:30 UTC+9  | Andressa 19′ | (1 – 0) Rapport |        | Saitama Domare: Yoshimi Yamashita (Japan) | Saitama Domare: Yoshimi Yamashita (Japan) |
| 20:30 UTC+9 | 20:30 UTC+9  |              |                 |        | Saitama Domare: Yoshimi Yamashita (Japan) | Saitama Domare: Yoshimi Yamashita (Japan) |
| 20:30 UTC+9 | 20:30 UTC+9  |              |                 |        | Saitama Domare: Yoshimi Yamashita (Japan) | Saitama Domare: Yoshimi Yamashita (Japan) |

## Judo
| Idrottare       | Gren                             | Sextondelsfinal      | Åttondelsfinal       | Kvartsfinal          | Semifinal            | Återkval             | Final / BM           | Final / BM       |
| Idrottare       | Gren                             | Motståndare Resultat | Motståndare Resultat | Motståndare Resultat | Motståndare Resultat | Motståndare Resultat | Motståndare Resultat | Placering        |
| --------------- | -------------------------------- | -------------------- | -------------------- | -------------------- | -------------------- | -------------------- | -------------------- | ---------------- |
| Steven Mungandu | Herrarnas halv lättvikt (−66 kg) | Gomboc (SLO) L 00–10 | Gick inte vidare     | Gick inte vidare     | Gick inte vidare     | Gick inte vidare     | Gick inte vidare     | Gick inte vidare |

## Simning
| Idrottare       | Gren                  | Heat  | Heat      | Semifinal        | Semifinal        | Final            | Final            |
| Idrottare       | Gren                  | Tid   | Placering | Tid              | Placering        | Tid              | Placering        |
| --------------- | --------------------- | ----- | --------- | ---------------- | ---------------- | ---------------- | ---------------- |
| Shaquille Moosa | Herrarnas 50 m frisim | 25,54 | 56        | Gick inte vidare | Gick inte vidare | Gick inte vidare | Gick inte vidare |
| Tilka Paljk     | Damernas 50 m frisim  | 27,34 | 52        | Gick inte vidare | Gick inte vidare | Gick inte vidare | Gick inte vidare |